# Костуватська сільська рада
Костува́тська сільська́ ра́да — адміністративно-територіальна одиниця та орган місцевого самоврядування у Братському районі Миколаївської області. Адміністративний центр — село Костувате.

## Загальні відомості
- Населення ради: 651 особа (станом на 2001 рік)

## Населені пункти
Сільській раді були підпорядковані населені пункти:
- с. Костувате
- с. Петрівка Друга
- с. Петрівка Перша

## Склад ради
Рада складалася з 14 депутатів та голови.
- Голова ради: Бондаренко Олександр Миколайович
- Секретар ради: Рожко Наталя Леонідівна

### Керівний склад попередніх скликань
| Прізвище, ім'я, по батькові      | Основні відомості                                                                             | Дата обрання | Дата звільнення |
| -------------------------------- | --------------------------------------------------------------------------------------------- | ------------ | --------------- |
| Ігнатенко Юлія Нодарівна         | Сільський голова, 1969 року народження, член Соціал-демократичної партії України (об'єднаної) | 26.03.2006   | 01.06.2008      |
| Шевченко Олена Іванівна          | Сільський голова, 1967 року народження, освіта середня спеціальна, член Партії регіонів       | 30.11.2008   | 31.10.2010      |
| Шевченко Олена Іванівна          | Сільський голова, 1967 року народження, освіта середня спеціальна, член Партії регіонів       | 31.10.2010   | 09.09.2012      |
| Бондаренко Олександр Миколайович | Сільський голова, 1966 року народження, освіта вища, член Партії регіонів                     | 09.09.2012   |                 |

Примітка: таблиця складена за даними сайту Верховної Ради України

### Депутати
За результатами місцевих виборів 2010 року депутатами ради стали:

#### За суб'єктами висування
| Суб'єкт висування                                       | Кількість обраних депутатів | %    |
| ------------------------------------------------------- | --------------------------- | ---- |
| Партія регіонів                                         | 10                          | 71,4 |
| Народна партія                                          | 1                           | 7,1  |
| Політична партія Всеукраїнське об'єднання «Батьківщина» | 1                           | 7,1  |
| Політична партія «Сильна Україна»                       | 1                           | 7,1  |
| Самовисування                                           | 1                           | 7,1  |

#### За округами
| № округу                                                | Прізвище, ім'я, по батькові   | Дата визнання обраним | Освіта             | Партійна приналежність | Відомості про обраного депутата                      |
| ------------------------------------------------------- | ----------------------------- | --------------------- | ------------------ | ---------------------- | ---------------------------------------------------- |
| Народна Партія                                          |                               |                       |                    |                        |                                                      |
| 12                                                      | Ковальчук Ольга Дмитрівна     | 01.11.2010            | середня спеціальна | позапартійна           | ППАФ «Вікторія», секретар                            |
| Партія регіонів                                         |                               |                       |                    |                        |                                                      |
| 1                                                       | Ніколін Олександр Миколайович | 01.11.2010            | вища               | позапартійний          | Костуватський ДНЗ, завідувач                         |
| 2                                                       | Тарнавський Іван Кузьмич      | 01.11.2010            | вища               | позапартійний          | ППАФ «Вікторія», головний зоотехнік                  |
| 3                                                       | Руденко Наталя Миколаївна     | 01.11.2010            | середня            | позапартійна           | ППАФ «Вікторія», завідувачка магазину                |
| 5                                                       | Верлань Микола Григорович     | 01.11.2010            | середня спеціальна | позапартійний          | ППАФ «Вікторія», механізатор                         |
| 6                                                       | Лашко Алла Анатоліївна        | 01.11.2010            | середня спеціальна | позапартійна           | тимчасово не працює                                  |
| 8                                                       | Шевченко Олександр Григорович | 01.11.2010            | середня спеціальна | позапартійний          | ППАФ «Вікторія», бригадир                            |
| 9                                                       | Середяк Роман Григорович      | 01.11.2010            | середня спеціальна | позапартійний          | ППАФ «Вікторія», механізатор                         |
| 10                                                      | Андрусик Микола Іванович      | 01.11.2010            | середня спеціальна | позапартійний          | ППАФ «Вікторія», бригадир                            |
| 11                                                      | Безпалько Віктор Сергійович   | 01.11.2010            | незакінчена вища   | позапартійний          | ППАФ «Вікторія», агроном                             |
| 13                                                      | Мацьків Віра Василівна        | 01.11.2010            | середня спеціальна | позапартійна           | Костуватська загальноосвітня школа І-ІІ ст., завгосп |
| Політична партія Всеукраїнське об'єднання «Батьківщина» |                               |                       |                    |                        |                                                      |
| 14                                                      | Мізецька Наталя Григорівна    | 01.11.2010            | середня спеціальна | позапартійна           | Костуватське відділення зв'язку, листоноша           |
| Політична партія «Сильна Україна»                       |                               |                       |                    |                        |                                                      |
| 7                                                       | Приставко Аркадій Юхимович    | 01.11.2010            | вища               | позапартійний          | тимчасово не працює                                  |
| Самовисування                                           |                               |                       |                    |                        |                                                      |
| 4                                                       | Лашко Наталя Миколаївна       | 18.02.2013            | середня спеціальна | позапартійна           | кухар, кухар                                         |

## Населення
Згідно з переписом УРСР 1989 року чисельність наявного населення сільської ради становила 655 осіб, з яких 295 чоловіків та 360 жінок.
За переписом населення України 2001 року в сільській раді мешкали 643 особи.

### Мова
Розподіл населення за рідною мовою за даними перепису 2001 року:
| Мова       | Відсоток |
| ---------- | -------- |
| українська | 95,24 %  |
| молдовська | 4,15 %   |
| російська  | 0,61 %   |